# Goussainville (comuna suprimida)
Goussainville era una comuna francesa situada en el departamento de Eure y Loir, de la región de Centro-Valle de Loira, que el uno de enero de 2015 pasó a ser una comuna delegada de la comuna nueva de Goussainville al fusionarse con la comuna de Champagne.

## Historia
El 26 de junio de 2015, la comuna delegada de Goussainville fue suprimida por decisión de la junta de gobierno del ayuntamiento de la comuna nueva de Goussainville.

## Demografía
| Gráfica de evolución demográfica de Goussainville (comuna suprimida) entre 1800 y 2014 |
|                                                                                        |

Los datos demográficos contemplados en este gráfico de la comuna de Goussainville se han cogido de 1800 a 1999 de la página francesa EHESS/Cassini, y los demás datos de la página del INSEE.